# Francisco Pacheco (Missionar)

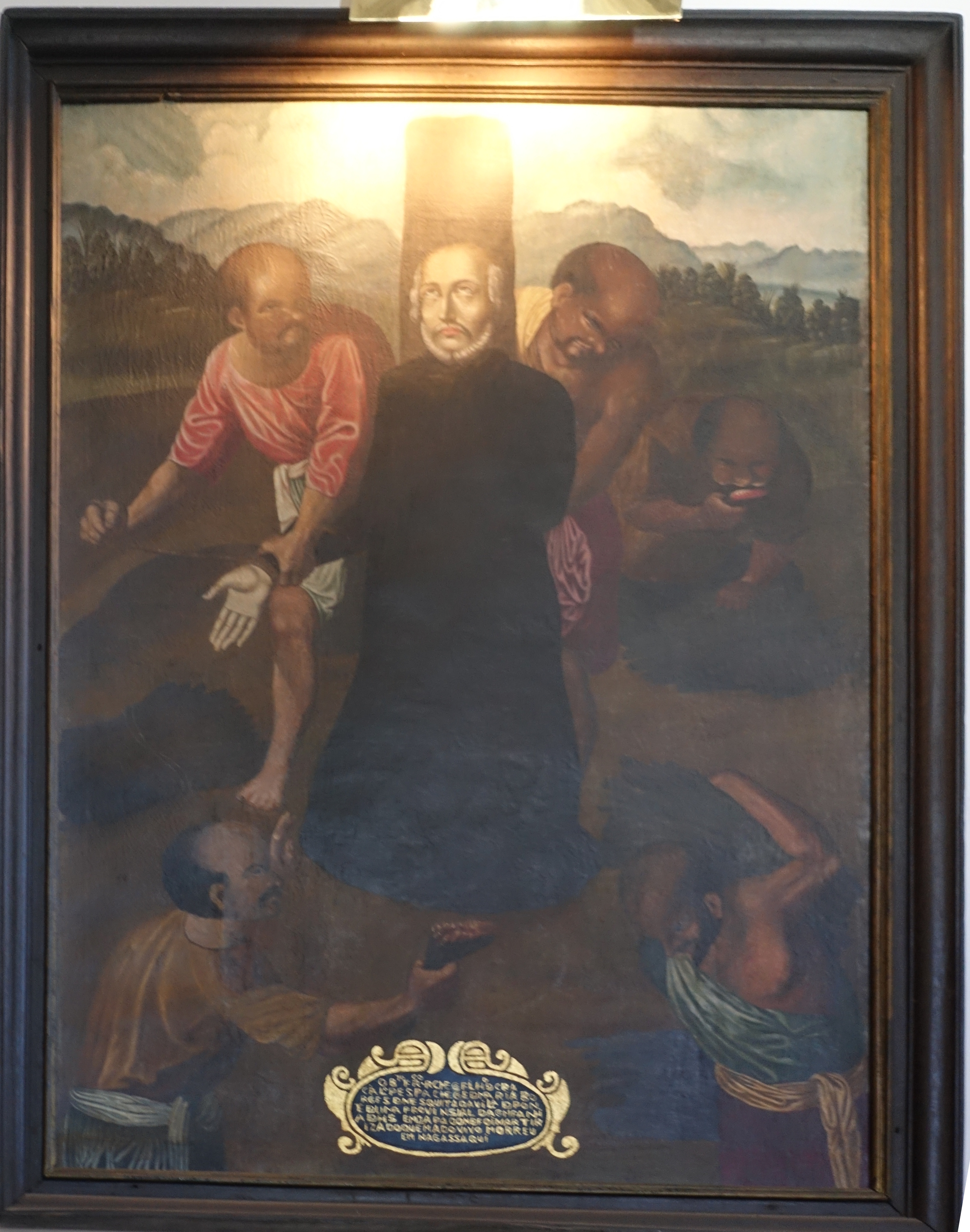
Francisco Pacheco

Francisco Pacheco, SJ, (* 1565 in Ponte de Lima, Portugal; † 20. Juni 1625 bei Nagasaki, Japan) war ein portugiesischer Geistlicher, Seliger, Missionar, Hochschullehrer und Jesuit.
Der Selige war auch Generaloberer der Jesuiten und Provinzial seines Ordens in Japan und als Apostolischer Administrator Interimsbischof.

## Leben und Wirken

### Herkunft
Francisco Pacheco entstammt einer Familie des niederen Adels aus Ponte de Lima und ist der Neffe eines ebenfalls in Japan hingerichteten Märtyrers.  Schon als Kind hegte er den Wunsch, ein Märtyrer zu werden und selbst in die Mission nach Japan zu gehen.

### Jugend und Ausbildung
1585 trat er dem Jesuitenorden bei, nachdem er an der Jesuitenhochschule in Lissabon studiert hatte. Er war fasziniert von den Erzählungen heimgekehrter Jesuiten über Japan und die Mission, die ihn bestärkte, als Missionar tätig sein zu wollen. Er kam 1592 nach Goa und dann nach Macau, wo er seine Studien fortsetzte und letztlich auch beendete und in Macau wurde er auch zum Priester geweiht.

### Japan
Seit 1592 lehrte er Theologie in Macao und brach 1604 erstmals nach Japan auf. Als Missionar war er in Kyoto, Myoko und Osaka tätig und führte viele Menschen zum Glauben. Bereits 1608 musste er das Land wieder verlassen. Er leitete dann das Jesuitenkolleg in Macao. 1612 kehrte er nach Japan zurück und wurde Generaloberer der Jesuiten für das Bistum, in dem er tätig war. Bis 1614 hatte er das Amt inne; er war von Bischof Luis de Cerqueira dazu ernannt worden. Im selben Jahr musste er das Land für gut ein Jahr erneut verlassen, um 1615 als Händler verkleidet erneut zurückzukehren. Er war dann weiter als Missionar auf den Inseln Kani und Amakusa sowie in Takaku tätig.
1614 starb Bischof Luis de Cerqueira und er wurde zum Apostolischen Administrator ernannt. Auch erfolgte im selben Jahr die Ernennung zum Provinzial aller Jesuiten in ganz Japan. Seinen Amtssitz bezog er in Kochinotsu.

### Verhaftung und Tod
Bis 1624 konnte er und die Jesuiten seiner Provinz relativ sorglos ihrer Tätigkeit nachgehen und missionieren. Im  Zuge von Verfolgungen floh Pacheco und andere Geistliche und Laien in das Haus eines gläubigen Christen, der sie zunächst freundlich aufnahm und sie sicher im Keller verwahrte. Doch dies war eine Falle, denn die Verfolgungen machten auch vor dem Haus nicht halt und der Gastgeber, ein abtrünniger Christ, verriet Pacheco und seine Begleiter beim Shogun und dieser ließ das Haus mit rund 200 Soldaten umstellen und Pacheco und seine Begleiter- später kamen weiter Geistliche, Katecheten und Laien dazu- wurden verhaftet und ins Gefängnis gesteckt. Dort verbrachten  sie gut ein Jahr, mehr oder weniger gut behandelt.
Am 20. Juni 1625 wurde entschieden, dass alle sterben sollten und so wurden hilflosen Gefangenen zum Berg der Märtyrer vor den Toren Nagasakis gebracht. Man entschied, dass sie den Feuertod sterben sollten. Und das Feuer wurde so angelegt, dass Pacheco und seine 8 Begleiter und Gefährten noch vor 10 Minuten nach Entzündung des Feuers tot waren.

### Seligsprechung
Francisco Pacheco wurde am 7. Juli 1867 durch Papst Pius IX. selig gesprochen.